# Montier-en-Der
Montier-en-Der ist eine ehemalige französische Gemeinde mit 1.851 Einwohnern (Stand: 1. Januar 2022) im Département Haute-Marne in der Region Grand Est. Mit Wirkung vom 1. Januar 2016 wurde sie mit der ehemaligen Gemeinde Robert-Magny fusioniert und dadurch die Commune nouvelle La Porte du Der gebildet.

## Geographie
Die Gemeinde liegt etwa 20 Kilometer südwestlich von Saint-Dizier unterhalb des Lac du Der-Chantecoq. Durch Montier-en-Der fließt die Voire.

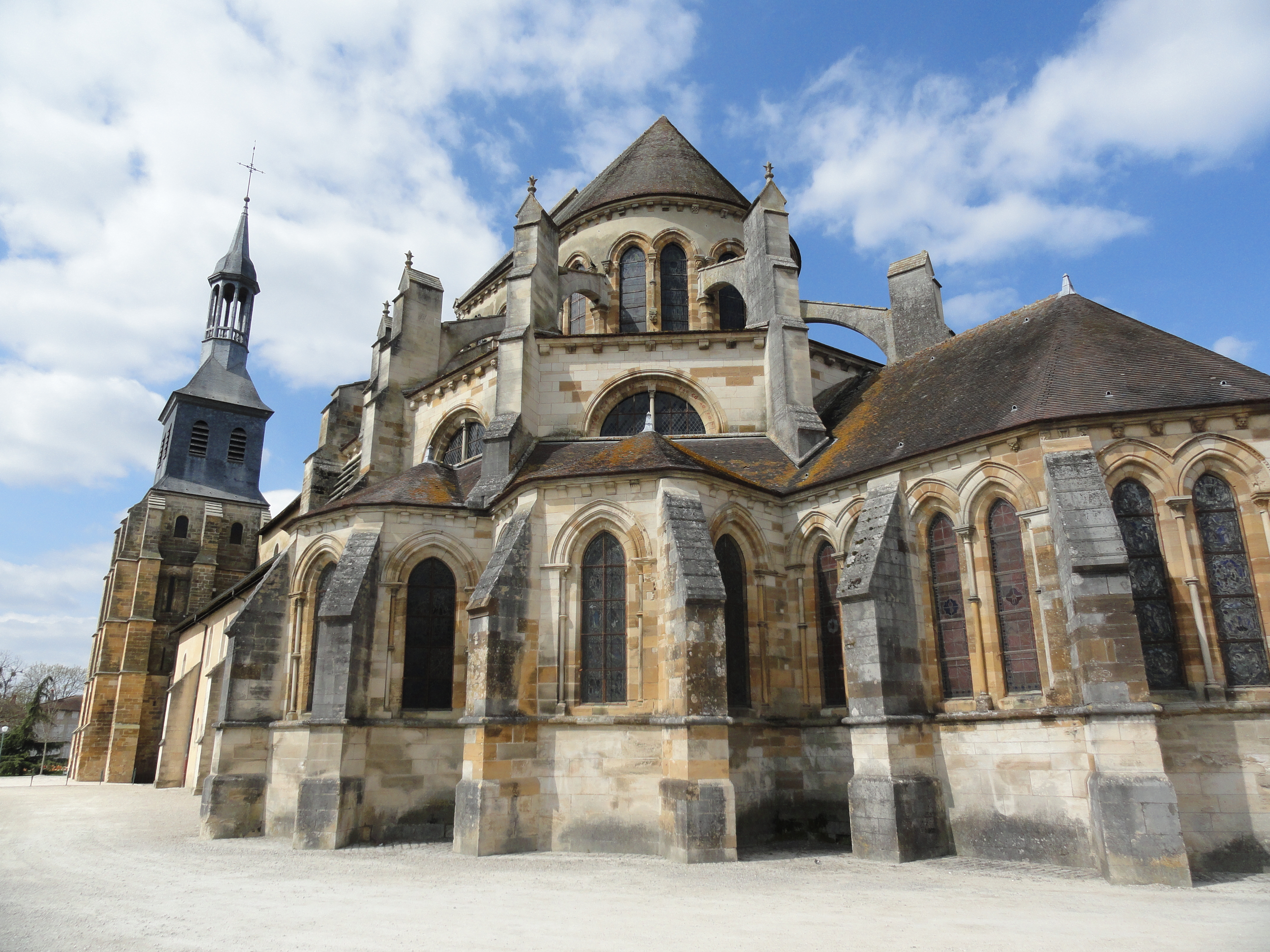
Teil der Abtei

## Geschichte
Die Region bestand ursprünglich aus einer sumpfigen Ebene, die mit einem riesigen Wald bedeckt war, der von der Eiche dominiert wurde (673 foresta dervus, 837 dervus sylva, 1020 silva dervensis). Der Wald wurde in Teilen von Mönchen aus Aquitanien unter Leitung des heiligen Bercharius (620–696) gerodet, der die Benediktinerabtei in Montier-en-Der um 672 gründete und dessen Mönche die Sümpfe auch entwässerten. Die Reste dieses Waldes wurde bis 1974 durch die Entstehung des Lac du Der-Chantecoq (Stausee) um weitere 1.000 Hektar abgeholzt. Der Ort im Bistum Châlons trug zunächst die gallo-römische Bezeichnung Puteolus (kleine Quelle). Der ist die gallische Bezeichnung für Eiche; aus monasterium in Dervo wurde später Montier-en-Der.
Das Kloster übernahm die Regel des heiligen Columban (dieser iroschottische Missionar hatte die Abtei Luxeuil gegründet, das im 7. Jahrhundert seine Blütezeit erlebte). Aus der Frühzeit des Klosters, der Kirche aus dem 7. Jh. und vom Gotteshaus aus dem 9. Jh. ist nichts übrig geblieben. Das 8. Jahrhundert war ein Höhepunkt mönchischer Gemeinschaften. Als der Name der Abtei im 9. Jahrhundert wieder auftaucht war sie karolingisches Krongut. Ludwig der Fromme übereignete sie dem Bischof von Reims. Sie wurde bis zu ihrer klösterlichen Erneuerung 827, veranlasst durch Ebo von Reims, durch Chorherren betreut.
Im frühen 10. Jahrhundert mussten die Mönche vor den Wikingern fliehen. Mit Akzeptierung der Klosterreform von Gorze wurden in Montier-en-Der wieder Mönche angesiedelt. Zum Ende des 10. Jahrhunderts wurden die primitiven Gebäude ersetzt. Abt Adso (960-92) ließ das ruinierte Kirchengebäude in Stein errichten; es wurde 998 eingeweiht. Das streng romanische Kirchenschiff kontrastiert mit dem gotischen Chor, der von Glasfenstern aus dem 16. Jahrhundert illuminiert wird. Die Abteikirche behielt ihr Holzdach aus dem 16. Jahrhundert. Der gotische Chor stammt aus dem 12. und 13. Jahrhundert.
Die Abtei wurde während der Französischen Revolution (bereits 1790) säkularisiert. 1806 beschloss Napoleon auf dem Gelände des ehemaligen Klosters das Nationalgestüt (Le Haras National) für Hengste einzurichten, um hochwertigere Pferde für den Einsatz in der Kavallerie zu züchten. Die aktuellen Gebäude stammen aus dem 19. Jh. und wurden im Zweiten Reich für modernere Funktionen umgebaut. Heute bietet das (private) Gestüt Veranstaltungen mit touristischen Animationen und Reitdarbietungen an.

## Bevölkerungsentwicklung
| Jahr      | 1962 | 1968 | 1975 | 1982 | 1990 | 1999 | 2010 |
| Einwohner | 1808 | 2136 | 2144 | 2162 | 2023 | 2019 | 2088 |

## Persönlichkeiten
- Adso von Montier-en-Der (920–992), Abt des Klosters bis zur Zerstörung durch die Wikinger, gestorben auf der Pilgerfahrt nach Jerusalem
- Jean-Thomas Thibault (1757–1826), Architekt und Maler
- Pierre-Augustin Berthemy (1778–1855), General
- Charles Émile Bouillevaux (1823–1913), Missionar
- Charles-Joseph Bouchard (1837–1915), Pathologe
- Alfred Loisy (1857–1940), verbrachte seinen Lebensabend in Montier-en-Der
- Judith Magre (* 1926), Schauspielerin